# Meissenski porcelan
Meissenski porcelan je bil prvi evropski trdi porcelan. Prve poskuse je leta 1708 izvedel Ehrenfried Walther von Tschirnhaus. Po njegovi smrti tistega oktobra je Johann Friedrich Böttger nadaljeval delo von Tschirnhausa in dal to vrsto porcelana na trg, financiral pa ga je Avgust Močni, poljski kralj in volilni knez Saške. Proizvodnja porcelana v kraljevi tovarni v Meissenu blizu Dresdna se je začela leta 1710 in je pritegnila umetnike in rokodelce, da so ustanovili verjetno najbolj znanega proizvajalca porcelana, znanega po vsem svetu. Njegov značilni logotip, prekrižani meči, je bil predstavljen leta 1720, da bi zaščitil svojo proizvodnjo; znak mečev naj bi bil ena najstarejših obstoječih blagovnih znamk.
Dresdenski porcelan (ali kitajski) je bil nekoč običajen izraz za te izdelke, dokler ni leta 1975 Oberlandesgericht (Višje državno sodišče v Münchnu) odločilo v prid Saške tovarne porcelana Dresden, ki je takrat edina smela uporabljati ime Dresdenski porcelan (prenehala ga je proizvajati leta 2020).
Meissen je ostal prevladujoča evropska tovarna porcelana in vodilna v stilističnih inovacijah, dokler je niso nekoliko prehiteli novi slogi, ki jih je uvedla francoska tovarna Sèvres v 1760-ih, vendar je do danes ostala vodilna tovarna. Med novostmi, ki jih je uvedel Meissen, so porcelanaste figurice in uvedba evropskih okrasnih slogov, ki so nadomestili posnemanje azijskih okraskov njegovih najzgodnejših izdelkov.
Od leta 1991 tovarna deluje kot Staatliche Porzellan-Manufaktur Meissen GmbH, katere lastnica je Svobodna dežela Saška. Podjetje je eden vodilnih svetovnih proizvajalcev porcelana in ena najstarejših in mednarodno najbolj znanih nemških luksuznih znamk.

## Začetki
Kitajski porcelan se je postopoma razvijal skozi stoletja in do 17. stoletja sta kitajski in japonski izvozni porcelan v velikem obsegu uvažala Nizozemska vzhodnoindijska družba in njeni ekvivalenti v drugih državah. Ko je prišel do evropskih kupcev, je bil zelo drag izdelek in je predstavljal bogastvo, pomen in prefinjen okus v Evropi. Evropski poskusi izdelave porcelana, kot je bil kratek poskus, ki je proizvedel Medičejski porcelan v Firencah, so bili neuspešni.
Na začetku 18. stoletja se je Johann Friedrich Böttger pretvarjal, da je rešil sanje alkimistov, da bi iz ničvrednih materialov proizvedli zlato. Ko je poljski kralj Avgust Močni izvedel za to, ga je zadržal v varstvu in od njega zahteval, da proizvaja zlato. Johann Friedrich Böttger je bil leta neuspešen pri tem prizadevanju.
V istem času je Ehrenfried Walther von Tschirnhaus, matematik in znanstvenik, eksperimentiral s proizvodnjo stekla in poskušal narediti tudi porcelan. Bistveno je, da so njegove sestavine vključevale kaolin, ključno sestavino pravega porcelana, čeprav ga ni mogel uspešno uporabiti. Tschirnhaus je nadzoroval Böttgerja in leta 1707 je Böttger nerad začel pomagati pri Tschirnhausovih poskusih.
Ko je Tschirnhaus nenadoma umrl, je bil recept očitno predan Böttgerju, ki je v enem tednu kralju naznanil, da lahko izdeluje porcelan. Böttger je izpopolnil formulo in z nekaj nizozemskimi sodelavci, izkušenimi v žganju in barvanju ploščic, je bil postavljen temelj za proizvodnjo porcelana. Leta 1709 je kralj ustanovil kraljevo-poljsko in volilno-saško manufakturo porcelana (Königlich-Polnische und Kurfürstlich-Sächsische Porzellan-Manufaktur), postavil Böttgerjev laboratorij na grad Albrechtsburg v Meisnu in proizvodnja se je uradno začela leta 1710.

## Zgodnje delo
Prva vrsta posode, ki jo je izdelal Böttger, je bila prefinjena in izjemno trda rdeča lončena posoda, znana kot posoda Böttger (nemško Böttgersteinzeug). Ta kopirana kitajska posoda Jišing se je uporabljala zlasti za čajnike in zdaj za lončke za kavo. Podobne izdelke so izdelovali Nizozemci in brata Elers v Angliji. Böttgerjeva različica je bila trša kot katera koli od teh in je ohranila zelo ostro definicijo v svoji ulitki ali nanesenih podrobnostih, na telesih, ki jih je bilo mogoče polirati do sijaja pred žganjem. Modeli so izpeljani iz baročnih srebrnih oblik in primerkov kitajske keramike. Obstajala je tudi mehkejša lončena posoda, ki je bila glazirana in okrašena. Kmalu je sledila Meissenova proizvodnja trdega belega porcelana, ki ga je bilo mogoče glazirati in barvati, izdelki pa so bili dani na trg leta 1713.
Böttgerjevi eksperimentalni izdelki so hitro pridobili na kakovosti, vendar nikoli niso dosegli uspešnega poslikanega in žganega dekorja. Prvi uspešni okraski so bili zlati okraski, naneseni na žgano telo in fino vgravirani, preden so bili deležni drugega žganja pri nižji temperaturi. Pogosto so bili uporabljeni čipkasti okvirji zunaj poslikanih prizorov, znani v nemščini kot Laub- und bandelwerk v rdeči, zlati ali puce barvi. Avgust Močni je najprej zadolžil Johanna Jakoba Irmingerja za načrtovanje novih posod. Leta 1720 je direktor postal Johann Gregor Herold, ki je leta 1723 uvedel briljantne nadglazurne barve, ki so meissenskemu porcelanu zaslovele, z vedno širšo paleto barv, ki je zaznamovala začetek klasične faze meissenskega porcelana. Njegove emajlirane barve so še danes osnova za keramične barve. Sprva je slikanje večinoma posnemalo orientalske modele, znane iz kitajskega in japonskega izvoznega porcelana, vendar so bili nekateri evropski pokrajinski prizori naslikani že zgodaj.
Značilno podglazuro Meissen Blau je uvedel Friedrich August Köttig. Kmalu je bilo na meissenskem porcelanu mogoče najti do potankosti podrobne pokrajine in pristaniške prizore, živali, rože, galantne dvorne prizore in chinoiserie, domišljijske kitajske dekoracije. Kakiemon cvetlični okras vaz in čajnih izdelkov v japonskem izvoznem porcelanu je bil združen s kitajskim famille verte, da bi ustvaril slog, znan kot Indianische Blume ('Indijske rože'); Avgust je imel velike zbirke kitajskega in japonskega porcelana. Barvne podlage z belo dekoracijo na ploščah se pojavijo v 1730-ih. Slike Watteauja so bile kopirane. Izdelke so prodajali tudi z navadnimi glaziranimi barvami, običajno belimi, za emajliranje v zasebnih delavnicah (Hausmalerei), veliko v Augsburgu in Bayreuthu, in samostojno prodajo na drobno. Podpora Avgustovega pokroviteljstva je v Meissen pritegnila nekaj najboljših slikarjev in modelarjev Evrope kot osebne umetnike.
Do leta 1725
- Lonček za kavo Böttger, ok. 1710-13
- Figura Avgusta Močnega iz lončene keramike Böttger, ok. 1713
- Orientalska figura, ok. 1715
- Čajnik, 1718–20, z "orientalskimi" rožami
- Ena od para vaz, 1720–25
- Lonček za vino v obliki breskve, ok. 1725
- Čajnik, približno 1724-25, Walters Art Museum
- Vaza za steklenico sakeja, ki jo je naslikal Johann Gregor Herold, 1725

## Znana blagovna znamka
Albrechtsburg je bil uporabljen za zaščito skrivnosti proizvodnje belega zlata. Kot nadaljnji previdnostni ukrep je zelo malo delavcev poznalo skrivnost (skrivno znanje) o tem, kako izdelovati porcelan, in potem morda le del postopka. Tako je Meissen za nekaj let obdržal monopol nad proizvodnjo trdega porcelana v Evropi. Do leta 1717 pa je bila na Dunaju ustanovljena konkurenčna proizvodnja, saj je Samuel Stöltzel, vodja obrtnikov in arkanist v Meissenu, prodal skrivni recept, ki je vključeval uporabo kaolina, znanega tudi kot kitajska glina. Do leta 1760 je v Evropi delovalo približno trideset proizvajalcev porcelana, večina pa je izdelovala mehki porcelan na osnovi frite.
Da bi prepoznali originalne izdelke Meissen, je ta razvil oznake, ki so bile sprva naslikane, a so bile kmalu žgane v modri podglazuri. Zgodnje oznake, kot so AR (Augustus Rex, monogram kralja), K.P.M. (Königliche Porzellan-Manufaktur), M.P.M. (Meissener Porzellan-Manufaktur) in K.P.F. (Königliche Porzellan-Fabrik) je sčasoma zamenjal logotip prekrižanih mečev, ki temelji na grbu saškega volilnega kneza kot nadmaršala Svetega rimskega cesarstva. Logotip, uveden leta 1720, se je dosledno uporabljal po letu 1731 z uradnim odlokom. Različice v logotipu omogočajo približno datacijo izdelkov. Vendar pa v 18. stoletju znamenje ni veljalo za pomembno in je bilo običajno naslikano na surov način. Šele v 'obdobju pik', ko je gospod prosil, da se znamka prilagodi tako, da bo videti starejša, se je tovarna resno lotila nadzora nad znamko.

## Umetniški razvoj
Za Irmingerjem je bil naslednji glavni modelar Johann Jakob Kirchner, ki je prvi izdeloval velike kipe in figurice, predvsem baročnih svetnikov. Njegov pomočnik je bil Johann Joachim Kaendler; leta 1733 je Kirchner odstopil in Kaendler je prevzel mesto glavnega modelarja, ki je na tem mestu ostal do svoje smrti leta 1775 in postal najbolj znan med meissenskimi modelarji. Pod njegovim vodstvom je Meissen izdelal serijo majhnih figuric, ki so prinesle najboljše iz novega materiala (glej spodaj). Njegova menažerija velikih živali, ki so ostale v belem, je nekaj vrhuncev evropske proizvodnje porcelana. Rezultat njegovega dela so izdelave izvrstnih figuric v rokoko slogu, ki so vplivale na izdelovanje porcelana po vsej Evropi. Podpirali so ga pomočniki, kot sta Johann Friedrich Eberlein in Peter Reinecke.
Leta 1756, med sedemletno vojno, so pruske čete zasedle Meissen, kar je Frideriku II. Pruskemu omogočilo, da preseli nekatere obrtnike in ustanovi Kraljevo tovarno porcelana Berlin (Königliche Porzellan Manufaktur Berlin; KPMB). S spreminjajočimi se okusi neoklasicističnega obdobja in vzponom porcelana iz Sèvresa v 1760-ih je moral Meissen ponovno prilagoditi svojo proizvodnjo in v reorganizaciji iz leta 1763 je C.W.E. Dietrich z Dresdenske akademije je postal umetniški vodja, Michel-Victor Acier iz Francije pa mojster modelar. Praksa vtiskovanja številk, ki ustrezajo kalupom, v inventarne knjige se je začela leta 1763.

## Marcolinijevo obdobje
Grof Camillo Marcolini je vodil tovarno od leta 1774 do 1813, ko je po bitki pri Leipzigu sledil Frideriku Avgustu I. Saškemu v izgnanstvo, ki je naslednje leto umrl v Pragi. Proizvodnjo tega obdobja so zaznamovali slogi iz Sèvresa in posegi v neoklasicizem, kot so izdelki iz neglaziranega mat piškotnega porcelana, ki so imeli učinek belega marmorja. Izdelki iz Meissena so bili v tem obdobju rahlo zmanjšani po kakovosti in precej po količini, saj sta tako Avstrija kot Prusija prepovedali uvoz, Velika Britanija, Francija in Rusija pa so uvedle visoke carine na uvoz - vse so imele zdaj svojo industrijo, ki so jo morale zaščititi.

## 19. stoletje
V 19. stoletju je Ernst August Leuteritz posodobil številne rokokojske figurice in jih ponovno izdal ter ustvaril 'drugi rokoko', za katerega so značilni čipkasti detajli (narejeni iz dejanske čipke, namočene v slip in žgane) in nanesene rože. Eden od slikarjev cvetja je bil Georg Friedrich Kersting. Po približno letu 1830 je bogastvo tovarne ponovno oživelo, čeprav z izdelki, ki so sodobnemu okusu manj všeč kot tisti iz 18. stoletja. Tovarna je imela velik komercialni uspeh s tehniko litofana, uvedeno leta 1829, ki je ustvarila sliko, ko jo je postavila na svetlobo.

## 20. stoletje
Pod vodstvom Ericha Hösela, ki je leta 1903 postal vodja oddelka za modeliranje, so bili stari slogi oživljeni in na novo interpretirani. Hösel je restavriral tudi modele iz 18. stoletja. Izdelanih je bilo nekaj privlačnih del v slogu Art Nouveau, vendar je Meissenov glavni steber še naprej nenehna proizvodnja obujenih modelov iz 18. stoletja.
Po letu 1933 je zvezna dežela Saška v skladu s sodobnim procesom indoktrinacije v Nemčiji omejevala umetniško svobodo umetnikov. Nekateri umetniki (npr. Ernst Barlach), ki so prispevali k progresivnemu Meissen v weimarskem obdobju, so bili prepovedani.
Po drugi svetovni vojni in pod komunistično oblastjo se je manufaktura, ki je vedno skrbela za bogate in premožne, težko znašla. Nevarnost je bila, da bi Meissen postal tovarna, ki proizvaja zgolj za množice. Šele leta 1969, ko je direktor postal Karl Petermann, se je Meissen vrnil k starim tradicijam in mu omogočili svobodnejši umetniški izraz.

## Figure
Figurice so izdelovali pod Böttgerjem, ko je bila izdelana majhna bela figura Avgusta II. Močnega. Johann Joachim Kändler je izdelal številne najbolj znane figure, ki so bile sprva narejene za okrasitev miz ob velikih obedih, običajno v beli barvi in so nadomestile sladkorne skulpture. Vendar so kmalu postale zelo priljubljene kot okraski za dnevne sobe in so bile cenejše od celotnega namiznega servisa, zato so bile na voljo precej širšemu trgu, tako geografsko kot družbenorazrednem. Kändler jih je kmalu dal pobarvati v svetle barve, kar je povečalo njihovo privlačnost.
Človeške figure so bile večinoma dvorjani, pastirji in pastirice (dresdenska pastirica je pregovoren izraz), liki commedia dell'arte, živali, personifikacije ali »alegorične figure« (kot so letni časi, vrline ali celine) ter figure v kitajskih in turških nošah. Poleg pastoralnih domišljijskih pastirčkov je bilo tudi nekaj bolj realističnih figur mestnih delavcev, ki so temeljili na tiskanih serijah uličnih jokov Pariza, Londona in drugih mest. V petdesetih letih 17. stoletja je bila izdelana velika serija rudarjev. Meissenski repertoar je imel velik vpliv na druge evropske tovarne porcelana, porcelanasta figura pa je opredeljujoč predmet za rokoko.
Kändler je izdelal tudi modello Avgusta III. Poljskega na konju, ki naj bi bil kip mesta v naravni velikosti. V Berlinu je popolnoma bela figura Triumf Amfitrite, ki je edina znana figura, ki jo je podpisal Kändler.
Slavno veliko skupino ali menažerijo živalskih figur je naročil Avgust za japonsko palačo, ki jo je gradil v 1720-ih. Kändler je prevzel serijo leta 1733 in izdelal večino figur. Te so bile pogosto velikokrat večje od večine figur in njihova izdelava je predstavljala velike tehnične težave. Kljub temu so bili videti kot skupina prizor, ki je presenetil in navdušil obiskovalce. Zelo priljubljene so bile tudi manjše figure živali, predvsem ptic.
Opičji orkester (nemško Affenkapelle je komična skupina figur opic glasbenikov in večjega navdušenega dirigenta, vsi v modnih sodobnih kostumih. Prva sta jih modelirala Kändler in Reinicke v letih 1753-54, kasneje pa v 1760-ih. Kopirali so jih Chelsea porcelain in drugi. Takšne singerije so bile priljubljene v različnih medijih.
- Velika koza za menažerijo japonske palače, 1732
- Dirigent iz Opičjega orkestra, različica iz 1760
- Pantalone z igralko, Johann Joachim Kaendler, ok. 1741
- Par zlatih oriolov, 1740–41
- Apolon in muze, osrednji del, ok. 1750
- Azija iz niza štirih celin, model Kaendlerja, ok. 1760
- Kandelaber, eden od para, 1760
- Figurice Jacoba Ungererja: Vrtnarica s psom, Goska deklica, Dama z mačko, 1902

## Vzorci namiznega pribora
Böttger je že zgodaj predvidel proizvodnjo namiznega pribora, prvi servisi pa so bili izdelani v 1720-ih. Začetne storitve so bile preproste, vendar je Kaendler kmalu predstavil ujemajoče se okraske. Kaendler je izdelal tudi vzorec 'Novi izrez' iz leta 1745, za katerega je značilen valovit robni rez, in domneva se, da je zasnoval pogosto kopiran vzorec vrbovega reliefa, ki posnema pleteno ali vrbovo ograjo.
Sprva so se največ proizvajali sorazmerno majhni čajni in kavni servisi, toda od leta 1730 so začeli izdelovati velike grbovne porcelanaste servise, sprva za Avgusta, nato pa za druge kupce v Nemčiji in tujini. Uporabljali so se tudi za diplomatska darila. Maria Amalia Saška, Avgustova vnukinja, se je poročila s kraljem treh Sicilij, pozneje Karlom III. Španskim, njena dota pa naj bi vključevala 17 meissenskih namiznih servisov, kar je par navdihnilo, da sta ustanovila tovarno porcelana Capodimonte v Neaplju.ref>Le Corbellier, 20</ref>
Najbolj znan med njimi je Labodji servis (Schwanenservice), izdelan v letih 1737-1743 za direktorja manufakture, grofa Heinricha von Brühla; Na koncu je štel več kot tisoč kosov. Ob koncu druge svetovne vojne so bili deli Labodjega servisa raztreseni med zbiratelji in muzeji. Ker so kalupi še vedno na voljo, vzorec izdelujejo še danes. Jedilni servis Möllendorff iz 1760-ih je še en velik servis, ki je tudi danes razdeljen med številne zbirke.
Vzorec modre čebule (pravzaprav kopiranje kitajskih granatnih jabolk) se proizvaja že skoraj tri stoletja. Dejansko jo je zasnoval Höroldt leta 1739 in se verjetno zgleduje po kitajski skledi iz obdobja Kangši. Široko priljubljen vzorec je v veliki meri kopiralo več kot šestdeset podjetij; nekateri od teh izdelovalcev so celo uporabili besedo Meissen kot oznako. Toda vzorec je postal tako priljubljen in razširjen, da je nemško vrhovno sodišče leta 1926 odločilo, da je Meissen Zwiebelmuster v javni lasti.
Serija vzorcev namizne posode Dvorni zmaj in Rdeči zmaj prikazuje kitajske zmaje, običajno v podglazurni rdeči barvi s pozlačenimi detajli, ki plujejo okoli roba krožnika, in z medaljonom v sredini cavetta. Različica tega vzorca je bila uporabljena v Hitlerjevem umiku Kehlsteinhaus.
Drugi priljubljeni vzorci, ki so še vedno v proizvodnji, vključujejo vzorec vijolične vrtnice in vzorec listov vinske trte.
- Krožnik iz trdega porcelana s kitajskimi zmaji, približno 1734, Musée des Arts Décoratifs, Pariz
- Plošča ok. 1740
- Posoda iz čajnega servisa, ok. 1740
- Dve posodi z vzorcem vrbca prvega tipa "Sulkowski", 1755–60
- Vzorec Blaue Rispe, iz leta 1903, avtor Richard Riemerschmid

## Lastništvo
Na začetku je bila manufaktura Meissen v lasti kralja Saške; leta 1830 je pripadlo deželi Saški. Po drugi svetovni vojni je bila večina opreme poslana v Sovjetsko zvezo kot del vojne odškodnine. Vendar so delavci, ki so uporabljali tradicionalne metode in peči, ki niso bile razstavljene, lahko nadaljevali s proizvodnjo do leta 1946. Podjetje je postalo sovjetska delniška družba v Nemčiji. Skoraj vsa proizvodnja je bila poslana v Sovjetsko zvezo, kar je bil ključni korak, ki je obrtniško skupnost ohranil pri življenju. Po ustanovitvi Nemške demokratične republike je podjetje leta 1950 prešlo v nemško last in postalo Volkseigener Betrieb (VEB), 'podjetje v lasti ljudi'. Izkazalo se je, da je VEB Meissen Porzellan eno redkih dobičkonosnih podjetij v gospodarsko nemirnem vzhodnonemškem sistemu, ki je zaslužilo prepotrebno tujo valuto. Po ponovni združitvi Nemčije leta 1990 je bilo podjetje ponovno pripadlo deželi Saški, ki je edina lastnica. Čeprav so njegovi izdelki dragi, je Meissenski porcelan zaradi visoke kakovosti in umetniške vrednosti zaželen med zbiratelji in poznavalci.

## Meissenske zbirke
Redkost in cena meissenskega porcelana sta pomenila, da so ga prvotno lahko kupili le višji sloji; to se je v 19. stoletju postopoma spremenilo. Ko se je v 19. stoletju v Združenih državah pojavil premožni razred, so družine, kot je Vanderbilt, ustanovile lastne zbirke. Mnoge od teh zbirk so se nato znašle v velikih svetovnih muzejih, vključno z galerijo in vrtovi Dixon, ki predstavlja eno največjih zbirk v Ameriki.
Zbirka 117 predmetov chinoiserie, vključno z ohišjem kaminske ure, narejeno za Avgusta Močnega iz leta 1727, ki sta jo sestavila dr. Franz Oppenheimer in njegova žena Margarethe, je bila prodana na dražbi Sotheby's septembra 2021.
Lonček za čokolado iz meissenskega porcelana, pokrov in stojalo iz leta 1780 so bili med poročnimi darili kraljice Elizabete II.